# Alquitrán

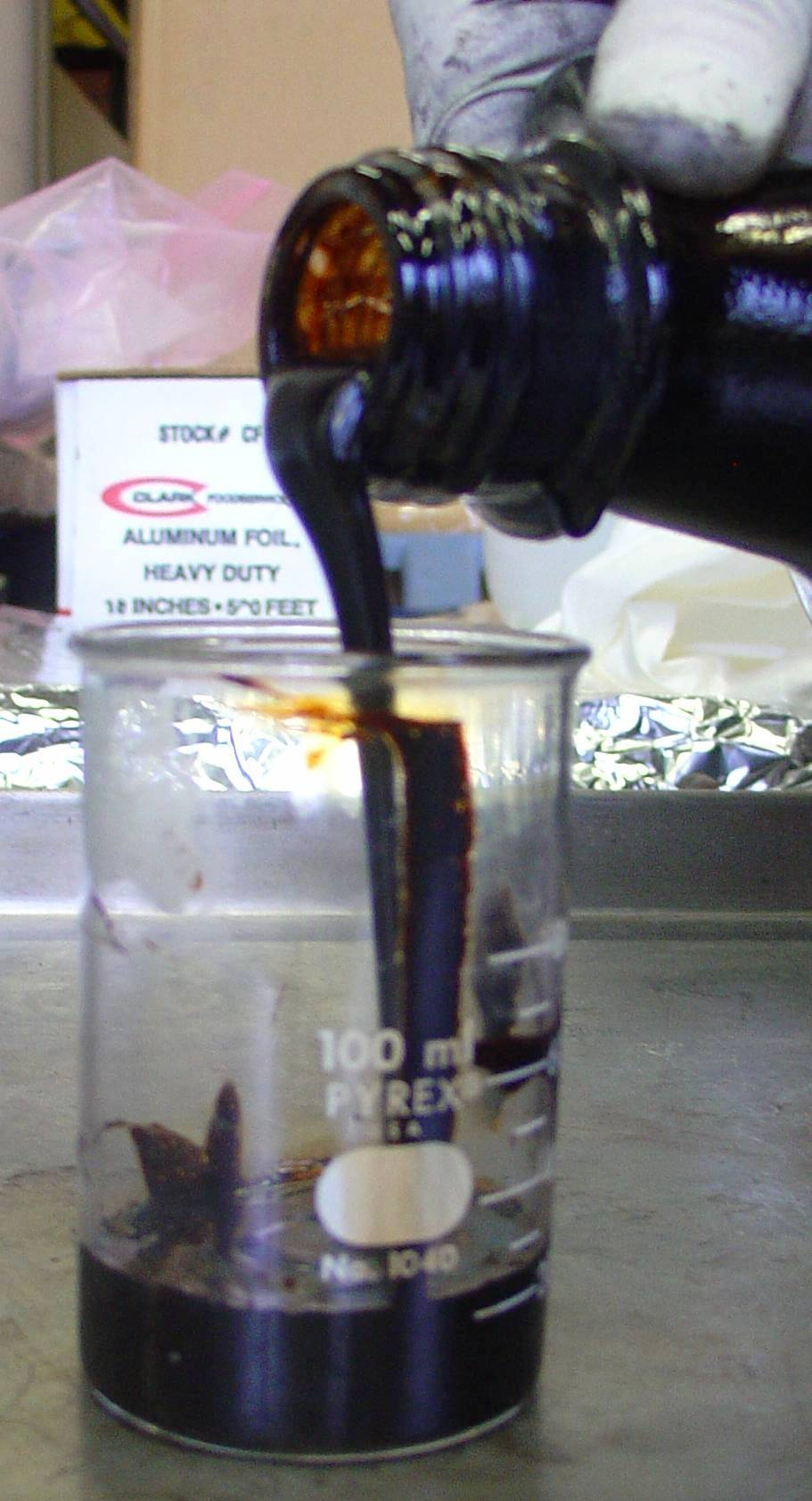
Alquitrán generado por pirólisis.

El alquitrán o brea líquida es una sustancia líquida bituminosa, viscosa, oscura y de olor fuerte, que se obtiene de la destilación destructiva de ciertas materias, principalmente de la hulla, la turba, los huesos y de algunas maderas resinosas y otros materiales vegetales y minerales.

 Tiene distintas aplicaciones industriales.

## General
La palabra «alquitrán» se utiliza para describir varias sustancias:
En los llamados «fosos de alquitrán» se puede encontrar una buena cantidad de este compuesto (por ejemplo, el Rancho La Brea, en Los Ángeles). Una variación es la arena de alquitrán, depósito que contiene diversas mezclas de arena (o roca) con betún o aceite crudo pesado en lugar de alquitrán, como se ha visto en el túnel de alquitrán de los túneles en Shropshire. 
Existe también el «Alquitrán de Rangún», conocido como «petróleo birmano» o «nafta birmano».
También se denomina alquitrán a la materia pegajosa obtenida de la combustión del tabaco. El alquitrán del tabaco está compuesto por miles de sustancias químicas, algunas de las cuales son cancerígenas o están clasificadas como residuos tóxicos. Entre las sustancias que componen el alquitrán, se encuentran los hidrocarburos aromáticos policíclicos, aminas aromáticas y compuestos inorgánicos. Es importante señalar que el alquitrán obstruye los pulmones y afecta a la respiración, siendo al igual que los otros componentes de los cigarrillos, causante de lo tóxico de estos.

## Composición
Al ser una mezcla compleja de compuestos orgánicos, es muy difícil hablar de una composición o fórmula específicas del alquitrán, ya que esta varía dependiendo del tamaño de cadena de carbonos, temperatura, el proceso de destilación utilizados y el origen del mismo.
En cuanto al alquitrán de hulla se conocen alrededor de 300 componentes distintos, 50 de los cuales pueden ser separados y comercializados, algunos de ellos son cancerígenos.
El alquitrán de hulla se forma por debajo de los 600 °C  y se compone principalmente de parafinas, olefinas, alcoholes, fenoles, y agua; mientras que en temperaturas superiores a los 1000 °C, el coque comienza a formarse a partir de la hulla y el alquitrán resultante consistirá principalmente en hidrocarburos aromáticos, fenoles, y algunos compuestos de nitrógeno, azufre y oxígeno.
Estas variaciones indican que la mayoría de los compuestos del alquitrán no existen en el carbón desde el principio, sino que se forman durante el proceso de coquefacción.

## Carbón
El alquitrán elaborado a partir de carbón o petróleo se considera tóxico y cancerígeno, esto se debe a su alto contenido en benceno. Sin embargo, alquitrán de hulla en bajas concentraciones se utiliza como pomada en medicina. El carbón y petróleo de alquitrán tiene un olor pungente.
El alquitrán de hulla está enumerado en la lista de las Naciones Unidas de mercancías peligrosas, como el número 1999.

## Madera y carbón vegetal
En el norte de Europa, la palabra alquitrán se refiere principalmente a una sustancia que se obtiene a partir de la madera. En épocas pasadas se utilizaba a menudo como un revestimiento repelente al agua para embarcaciones, buques, y techos. Actualmente se sigue utilizado como aditivo en el sabor de dulces, alcohol y otros alimentos. Los alquitranes de madera son microbicidas y tienen un agradable aroma.
La calefacción (destilación en seco) de madera de pino, causa que los alquitranes y breas formen gases que no serán retenidos en la madera dejando solamente carbón de leña. Las cortezas de algunas especies de árboles de las betuláceas como el abedul papiráceo o el abedul gris se usan para producir alquitrán (tökötti, término finés). Los subproductos de alquitrán de madera son trementina y carbón. Cuando los árboles de bosques caducifolios son sometidos a la destilación destructiva los subproductos de la combustión son el metanol (alcohol de madera) y el carbón.

## Usos
El alquitrán se utiliza en ocasiones como tratamiento de la enfermedad de la piel denominada psoriasis, donde el alquitrán de hulla es el más eficaz además es desinfectante. El alquitrán de petróleo también se utilizó en el antiguo Egipto para la momificación aproximadamente el año 1000 a. C. (Ajram, 1992).
El alquitrán es un componente vital de la primera fase de sellados, o plataforma, en los firmes de carreteras. Las calles de Bagdad fueron las primeras en ser pavimentadas con alquitrán en el siglo VIII (Ajram, 1992). También se utilizó como sello para el techado zóster y para sellar los cascos de los barcos y buques. Durante milenios, alquitranes de madera se utilizaron para impermeabilizar velas y botes, aunque hoy las velas son intrínsecamente resistentes al agua gracias a sustancias sintéticas por lo que el alquitrán ya no es tan necesario para este uso. Los alquitranes de madera se siguen utilizando para sellar los barcos tradicionales de madera y los techos históricos de las iglesias, así como las paredes exteriores de edificios antiguos.
En Finlandia, los alquitranes de madera fueron considerados una panacea para curaciones. Un proverbio finés dice que si entre sauna, vodka y alquitrán no mejora, entonces la enfermedad es fatal. Los alquitranes de madera se utilizan en la medicina tradicional de Finlandia por sus propiedades microbicidas.
Los alquitranes de madera también están disponibles diluidos como agua de alquitrán, que tienen numerosos usos:
- Como saborizante para dulces (por ejemplo, Terva Leijona) y alcohol (Terva Viina).
- Como una especia de alimentos, como la carne.
- Como un aroma para saunas. El alquitrán se mezcla con el agua que se ha vaporizado en el aire.
- Como un agente anticaspa en el champú.
- Como un componente de los cosméticos.[5]

La mezcla de alquitrán con barniz de aceite de linaza produce pintura alquitranada. Esta pintura tiene una tonalidad translúcida de color marrón, y puede ser utilizada para saturar y barnizar la madera y protegerla de la intemperie. También puede ser mezclada con diferentes tonos de pigmentos, produciendo colores translúcidos como método para preservar la textura de la madera. Debido a sus propiedades como pintura, la piel desnuda no debe tocar el alquitrán húmedo, ya que puede producir una mancha permanente. Sin embargo, en algunos casos, el disolvente conocido como thinner se ha utilizado para eliminarlo.
El alquitrán de madera (producido por el calentamiento o el quemado parcial de dicho material), fue ampliamente utilizado para calafatear el casco de las embarcaciones de madera. Actualmente, se utiliza principalmente en la elaboración de diversos productos, como jabones, pinturas, cigarros (donde aparece como residuo de la combustión), plásticos, asfalto (para la pavimentación) y productos químicos. También se utiliza como combustible.

### Datos
- Los alquitranes de mayor punto de fusión, las breas, se utilizan en la fabricación de impermeabilizantes para cubiertas y de aglomerados de carbón.